# National Board of Review Awards 1990
La 62ª edizione dei National Board of Review Awards si è tenuta il 4 marzo 1991.

## Classifiche

### Migliori dieci film
- Crocevia della morte (Miller's Crossing), regia di Joel Coen
- Balla coi lupi (Dances With Wolves), regia di Kevin Costner
- Rischiose abitudini (The Grifters), regia di Stephen Frears
- Mr. & Mrs. Bridge, regia di James Ivory
- Avalon, regia di Barry Levinson
- Risvegli (Awakenings), regia di Penny Marshall
- Il mistero Von Bulow (Reversal of Fortune), regia di Barbet Schroeder
- Quei bravi ragazzi (Goodfellas), regia di Martin Scorsese
- Metropolitan, regia di Whit Stillman
- Amleto (Hamlet), regia di Franco Zeffirelli

### Migliori film stranieri
- Légami! (¡Átame!), regia di Pedro Almodóvar
- Jésus de Montréal, regia di Denys Arcand
- L'insolito caso di Mr. Hire (Monsieur Hire), regia di Patrice Leconte
- Cyrano de Bergerac, regia di Jean-Paul Rappeneau
- La ragazza terribile (Das schreckliche Mädchen), regia di Michael Verhoeven

## Premi
- Miglior film: Balla coi lupi (Dances With Wolves), regia di Kevin Costner
- Miglior film straniero: Cyrano de Bergerac, regia di Jean-Paul Rappeneau
- Miglior attore: Robert De Niro e Robin Williams (Risvegli)
- Miglior attrice: Mia Farrow (Alice)
- Miglior attore non protagonista: Joe Pesci (Quei bravi ragazzi)
- Miglior attrice non protagonista: Winona Ryder (Sirene)
- Miglior regista: Kevin Costner (Balla coi lupi)
- Premio alla carriera: James Stewart